# Wilhelm Haglunds Gymnasium
Wilhelm Haglunds gymnasium är en friskola i Gimo. Det är ett treårigt industritekniskt gymnasium med två specialutformade program med inriktning produkt- och maskinteknik. Skolan startade 2007 av Östhammars kommun och Sandvik AB och bedrivs idag i ett samarbete mellan Sandvik Coromant, näringsliv och kommun.
Skolan har fått sitt namn efter Wilhelm Haglund, ingenjör och VD, verksam på Sandvik mellan 1925 och 1967.

## Organisation
Skolan drivs som ett bolag, Gimo Utbildnings AB, och ägs till 91% av Sandvik AB och till 9% av Östhammars kommun. Skolan leds ytterst av en styrelse bestående av representanter för Sandvik Coromant och Östhammars kommun. Under styrelsen finns en ledningsgrupp bestående av VD, rektor för gymnasieskolan, biträdande rektor, skoladministratör, två samordnare samt chefen för uppdragsutbildningen. Ledningsgruppen har övergripande ansvar för hela utbildningsbolaget. Gymnasiets lärare är indelade i mentorsteam med ansvar för varsin årskurs. De är också organiserade i institutioner utifrån ämnestillhörighet, där varje institution ansvarar för ekonomi, inköp, kursplanering och ämnets utveckling.
Wilhelm Haglunds gymnasium är systerskola till Göranssonska Skolan.

## Utbildning

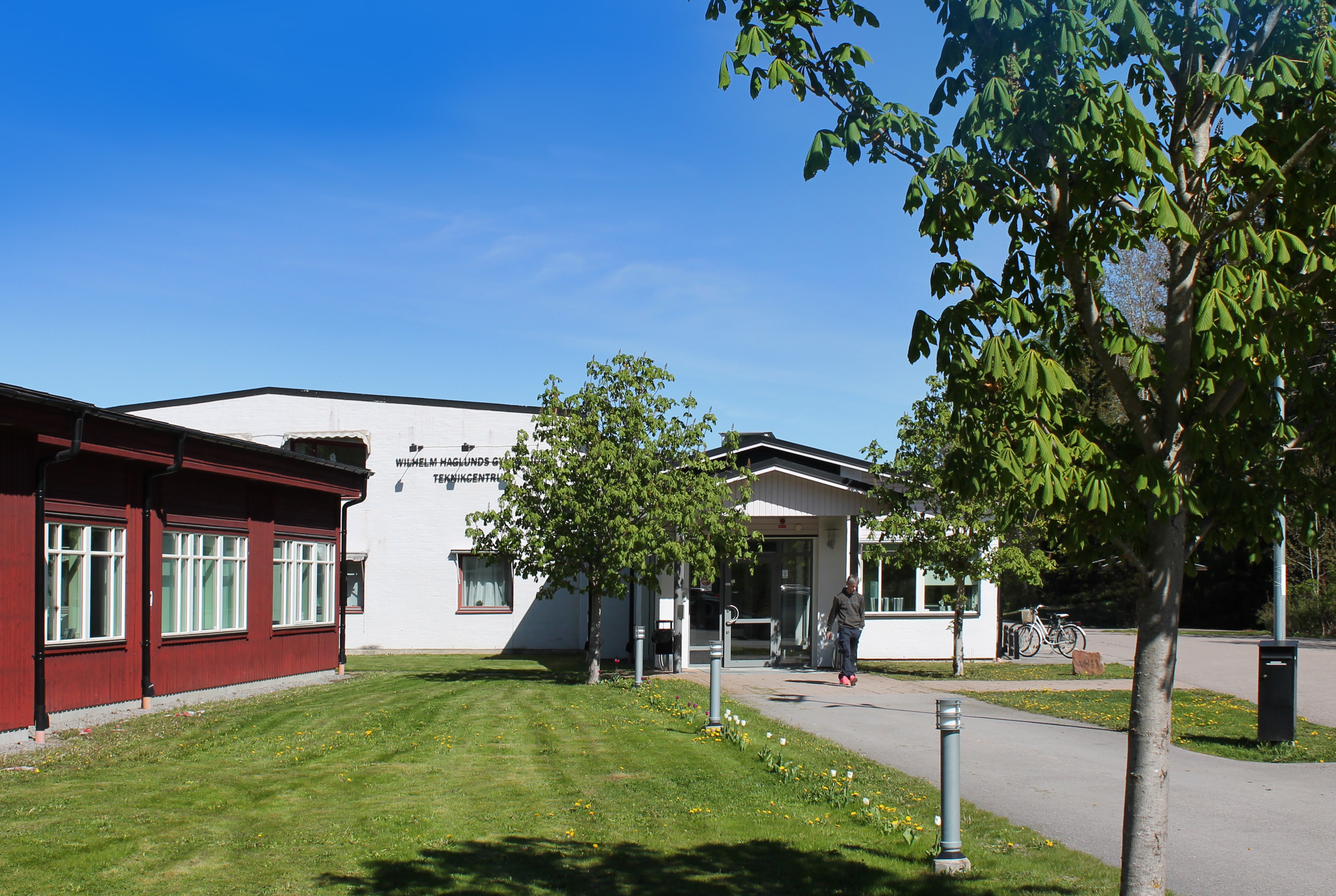
Wilhelm Haglunds gymnasium i Gimo.

Skolan erbjuder två olika utbildningspaket. Den ena är yrkesförberedande med inriktning CNC-operatör och den andra är studieförberedande för ingenjörs- och teknikyrken. Under utbildningen finns det även möjlighet att läsa in den särskilda behörighet som krävs för tekniska utbildningar på universitet och högskolor, som till exempel civil- och maskiningenjör, motsvarande Teknikprogrammet.
Varje elev gör sammanlagt minst 19 veckors APL (arbetsplatsförlagt lärande), företrädesvis på Sandvik Coromant i Gimo. Detta för att ge eleverna en chans i att komma ut i verkligheten och möta arbetslivet vilket är en hörnsten i skolans pedagogik. Under det tredje året finns möjlighet att också praktisera på något annat teknikföretag i regionen eller på något av Sandviks företag runt om i världen, till exempel USA, Japan, Frankrike, Indien eller Kina.
Sommarjobb erbjuds på Sandvik Coromant efter praktik under läsår 1 och 2.

## Lokaler
Skolan är liten men med moderna, ljusa lokaler. Runt om i byggnaden finns pingisbord, vattenautomater och varje elev har en egen arbetsplats med skrivbord och dator.
Till skolans lokaler hör även en verkstad med en utvecklad maskinpark som hålls uppdaterad för att eleverna ska känna igen sig när de kommer ut i industriverkstäder.
Utanför skolan finns det goda träningsmöjligheter. Ett motionsspår börjar precis utanför och till sport- och simhallen, konstgräsplanen, ishallen och multiarenan är det cirka tre minuters promenadväg.

## Certifiering från teknikcollege
Teknikcollege är en sammanslutning av kommuner, utbildningsanordnare och företag som samverkar för att öka attraktionskraften och kvaliteten på tekniskt inriktade utbildningar i Sverige. Sedan 2012 är Wilhelm Haglunds gymnasium certifierat av Teknikcollege Uppland enligt kriterierna för nivån ”utmärkt”. Certifieringen är en kvalitetsstämpel som garanterar att skolan och utbildningen håller en hög standard och att eleverna blir tillräckligt bra utbildade för att vara attraktiva för teknikföretagen i regionen och riket.
Medlemskapet i Teknikcollege Uppland innebär också att skolan har nära och aktiva kontakter med de viktigaste teknikföretagen i regionen, något som gynnar elevers möjligheter till praktik och arbete. De företag som ingår i Wilhelm Haglunds gymnasiums lokala styrgrupp är PiezoMotor, ESSDE, Österby gjuteri, Atlas Copco och Sandvik Coromant.